# 1976年夫留利地震
1976年夫留利地震（Terremoto del Friuli）發生於1976年5月6日21:00:13（UTC 20:00:13），矩震級為6.5級，最大地震烈度為X（非常具破壞性）。1976年夫留利地震發生在義大利東北部夫留利地區的傑莫納德爾弗留利鎮附近，造成990人死亡，約3,000人受傷，超過157,000人無家可歸。

## 破壞
威尼斯以及鄰國奧地利、瑞士和斯洛維尼亞（當時是南斯拉夫的一部分）和德國都有震感。在斯洛維尼亞，索查河谷上游和布爾達地區受災尤為嚴重，布雷吉尼村幾乎完全被摧毀。地震損壞了新戈里察的多棟建築物，斯洛維尼亞首都盧布爾雅那也有震感。斯洛維尼亞全國共有4,000棟建築物被摧毀，16,000棟建築物受損，受災地區約80%的人口無家可歸。